# Boris Kondev
Boris Ivanov Kondev (in bulgaro Борис Иванов Кондев?; Kjustendil, 29 agosto 1979) è un ex calciatore bulgaro, di ruolo attaccante.

## Carriera
Kondev giocò nel Lokomotiv Sofia, prima di passare al Dobrudzha. In seguito, si trasferì ai tedeschi del Meppen prima e del Fortuna Düsseldorf poi. Nel 2002 tornò al Dobrudzha, dove rimase per un biennio, per poi accordarsi con i polacchi del Wisła Płock. Al termine di questa esperienza, ritornò al Lokomotiv Sofia. Dopo un'esperienza al Rodopa Smoljan, fu in forza ai norvegesi dello Stavanger.
Nel 2009, giocò per l'Ertis, per poi ritornare in Bulgaria, nel Pirin Blagoevgrad. Vestì allora la casacca del Turan, poi del Montana e del Lokomotiv Sofia.